# 保加利亞同性結合關係
保加利亞不承認任何形式的同性結合關係。而同性婚姻、同性伴侶註記及同性伴侶領養等主題近年來受到頻繁討論。
保加利亞憲法定義婚姻為一男一女之間的結合，明確禁止同性婚姻。僅有民事婚姻受到保加利亞法律的承認。

## 註記伴侶關係
2008年和2009年期間，有許多政治家、宗教領系、同志運動者和其他個人在數個國家電視台上對伴侶註記制度進行辯論。截至2009年4月，有一場關於推動同性伴侶註記的辯論。政府曾建議國民議會應表決贊成包含註記伴侶關係（регистрирано партньорство）的新《家庭法》。
此種結合關係原先並不包含同性伴侶。但在2008年7月16日，保加利亞反歧視委員會建議註記伴侶權益應該擴展到包含同性伴侶。天主教會隨後宣布反對承認註記伴侶關係，表示無論是異性還是同性伴侶，在法律上承認註記伴侶關係將會「弱化」及「損害」婚姻制度。一些反對者進一步指出，這將會使《家庭法》開放亂倫及多偶制，儘管該法案明確的禁止這兩點。最終，經歷了兩年的討論，在2009年6月12日，通過的新《家庭法》中並未包含同性或異性的註記伴侶關係。
2012年，有關《家庭法》是否應該承認註記伴侶關係的辯論再起，爭論同居伴侶是否應享有收養權、共享財產、醫療行為同意權等已婚配偶的權利。 反對者稱，註記伴侶關係合法化會「弱化」婚姻，這違反保加利亞的傳統道德，並會使孩童「混淆」，而支持者則稱，這將會保護選擇不婚的家庭，以及生長在這些家庭中的孩童。 根據國家統計研究所的資料，2012年保加利亞約有59%的孩童來自未婚雙親。

## 同性婚姻
保加利亞憲法明確禁止承認同性婚姻。 因此唯有修改憲法才能使同性婚姻在該國合法化，而這需要在三個不同的國會表決程序中都得到三分之二多數席次的支持才能達成。
2017年，一對在聯合王國結婚的保加利亞同性伴侶Lily Babulkova和Darina Koilova，為了使婚姻關係獲得承認而提起訴訟。2018年1月，索菲亞行政法院駁回該案。然而，由同志團體Deystvie組成的律師團隊對該處分提出上訴，並已開始蒐集支持者的公開連署。

### 2018年歐洲法院判決
2018年6月5日，歐洲法院作出判決， 所有歐盟成員國（包含保加利亞）都須承認歐盟公民及其同性配偶的遷徙自由和居留權。法院裁定，歐盟成員國可選擇是否允允許同性婚姻，但不能妨礙歐盟公民及其配偶的居住自由。此外，法院也裁定「配偶」一詞是性別中立的，並不指涉其必須為相異性別的人。
2018年6月29日，一個位於索菲亞的法院引用該判決，保障一對同性配偶在保加利亞的居住權利。 這對由一名澳大利亞女性及一名法國女性組成的同性配偶，2016年於法國結婚，但一年後在保加利亞試圖更新居留狀態時被拒絕，而此應受歐盟的行動指示保障。2019年1月，保加利亞的移民官員對該判決提起上訴，而保加利亞最高行政法院在2019年7月25日維持了下級法院的判決。這對配偶的律師Denitsa Lyubenova表示此行動可能是保加利亞邁向同性婚姻合法化重要的第一步。

## 公共意見
2015年，歐盟執委會的Eurobarometer民調顯示有17%的保加利亞民眾支持同性婚姻。這是所有歐盟成員國中最低者，且比起2006年調查中15%的支持度，只成長了2%。
2019年的Eurobarometer顯示，16%的保加利亞人認為全歐洲都該通過同性婚姻法制化，74%的人反對。